# ロバート・リンジー (第29代クロフォード伯爵)
第29代クロフォード伯爵ロバート・アレグザンダー・リンジー（英語: Robert Alexander Lindsay, 29th Earl of Crawford, KT, GCVO, PC、1927年3月5日 - 2023年3月18日）は、イギリスの政治家、貴族。
父が爵位を継承した1940年から自身が爵位を継承する1975年まではベルニール卿（Lord Balniel）の儀礼称号で称された。

## 経歴
1927年3月5日に第28代クロフォード伯爵ディヴィッド・アレグザンダー・リンジーとその妻メアリー（第7代デヴォンシャー公爵ウィリアム・キャヴェンディッシュの孫にあたるリチャード・キャヴェンディッシュ卿の娘）の間の長男として生まれる。
イートン校を経てケンブリッジ大学トリニティ・カレッジへ進学。1945年から1949年にかけてグレナディアガーズに少尉として入隊。
1955年から1974年までハートフォード選挙区から選出されて保守党の庶民院議員を務めた。イーデン内閣下の1955年から1957年にかけては金融担当副大臣の議会担当秘書官を務めた。マクミラン内閣下の1957年から1960年にかけては住宅・地方政府担当大臣の議会担当秘書官を務めた。
ヒース内閣下の1970年から1972年にかけて国防副大臣、1972年から1974年にかけて外務副大臣を務めた。1972年に枢密顧問官に列する。
1974年中はウェルウィン＝ハットフィールド選挙区選出の庶民院議員だった。
1975年1月に一代貴族ベルニール男爵に叙され、貴族院議員に列する。さらに同年12月に父が死去し、クロフォード伯爵位以下5つの世襲貴族爵位を継承した。
1992年から2002年にかけてエリザベス皇太后の宮内長官を務めた。
2023年逝去。

## 栄典

### 爵位
1975年1月24日に以下の爵位を新規に与えられた。
- ファイフ州におけるピットコーシーのベルニール男爵 (Baron Balniel, of Pitcorthie in the County of Fife)
(勅許状による連合王国一代貴族爵位)

1975年12月13日の父ディヴィッド・リンジーの死により以下の爵位を継承した。
- 第29代クロフォード伯爵 (29th Earl of Crawford)
(1398年4月21日の勅許状によるスコットランド貴族爵位)
- 第12代バルカレス伯爵 (12th Earl of Balcarres)
(1651年1月9日の勅許状によるスコットランド貴族爵位)
- バルカレスの第13代リンジー卿 (13th Lord Lindsay of Balcarres)
(1633年6月27日の勅許状によるスコットランド貴族爵位)
- 第12代リンジー＝ベルニール卿 (12th Lord Lindsay and Balneil)
(1651年1月9日の勅許状によるスコットランド貴族爵位)
- ランカスター州におけるヘイグ・ホールの第5代ウィガン男爵 (5th Baron Wigan, of Haigh Hall in the County of Lancaster)
(1826年7月5日の勅許状による連合王国貴族爵位)

### 勲章
- 1996年11月29日、シッスル騎士団(勲章)ナイト (KT)[5]
- 2002年、ロイヤル・ヴィクトリア騎士団(勲章)ナイト・グランド・クロス (GCVO)[6]

## 家族
1949年12月27日にスイス出身のルース・ベアトリス・メイヤー＝ベヒトラー（Ruth Beatrice Meyer-Bechtler）と結婚。彼女との間に以下の4子を儲けた。
- 長女ベッティーナ・メアリー・リンジー (1950-)
- 次女イオナ・シーナ・リンジー (1957-)
- 長男アンソニー・ロバート・リンジー（英語版） (1958-) ：第30代クロフォード伯爵
- 次男アレグザンダー・ウォルター・リンジー (1961-)